# Redős papsapkagomba
A redős papsapkagomba (Gyromitra esculenta) Európában és Észak-Amerikában elforduló mérgező gombafaj. Elsősorban homokos talajú fenyő- és lomberdőkben, március-május között terem. Méreganyaga a giromitrin, ami forrázás hatására lebomlik, ennek ellenére fogyasztása nem ajánlott. Súlyos esetekben halált is okozhat.

## Megjelenése

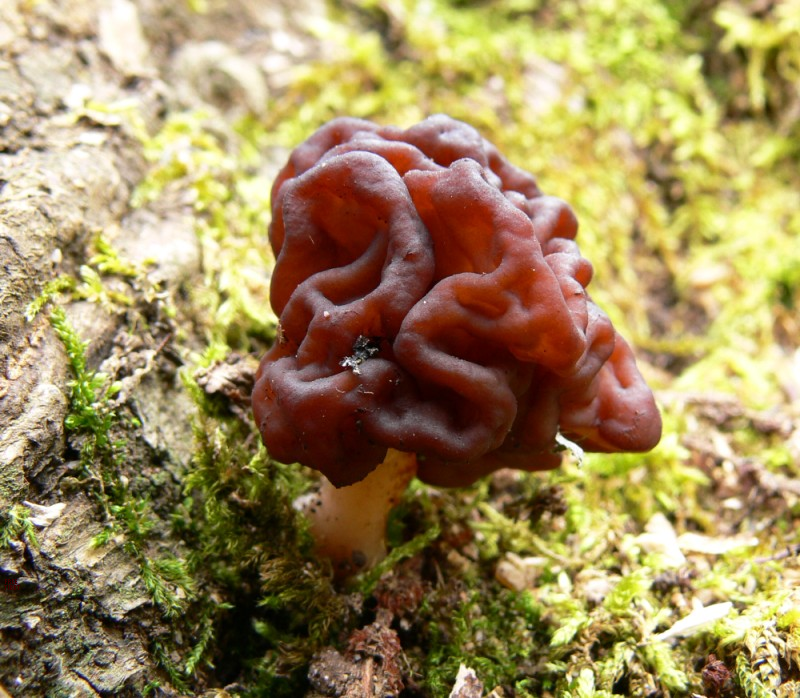
Fiatal, kevéssé redőzött példány

A redős papsapkagomba süvege egy kis barna agyvelőre hasonlít, felülete sűrűn tekervényes, kanyargósan ráncos. A süveg maximum 10 cm magas 4–15 cm átmérőjű. Alakja szabálytalan, fekvő tojásdad, kissé szögletes. Ha átvágjuk, a süvegben több kisebb, egymástól elkülönült üreg figyelhető meg, amelyek belseje szürkésfehéren molyhos. Fiatalon sima, és ahogyan idősödik, felszíne egyre inkább redősödik. Színe a barna különböző árnyalatait veheti fel: lehet vöröses-, gesztenye-, lilás-, arany-, vagy sötétbarna. Szaga és íze kellemes. 
Tönkje rövid, csak 3–6 cm magas és 1–3 cm széles. Felülete mély hosszanti barázdáktól szabálytalan. Színe fehér, szürkésfehér esetleg kissé vöröses. A fiatal gomba tönkje tömör, később kiodvasodik, egymástól válaszfalakkal elkülönített üregek alakulnak ki benne.
Spórapora fehéres. Áttetsző spórái 17-22 mikrométer hosszúak, oválisak.

### Hasonló fajok
A redős papsapkagomba a kucsmagombákkal téveszthető össze, de a kucsmagombák süvege nem tekervényesen ráncos, hanem inkább hosszában bordázott-gödrös. Süvegük belsejét egyetlen üreg foglalja el, tönkjük pedig fiatalon üreges. A papsapkagomba általában nagyobb és sötétebb barna. Magyarországon is előfordul hasonló, közeli rokona, a szintén mérgező óriás papsapkagomba (Gyromitra gigas). Ez nagyobb, süvege kevésbé ráncos, inkább lebenyes és lomberdőben tavasztól őszig mindenfelé, még az Alföldön is előfordul. Adataink szerint hasonlóan mérgező, leforrázás nélkül fogyasztva falloid (gyilkos galóca) típusú mérgezéseket okozhat. 

## Elterjedése és élőhelye

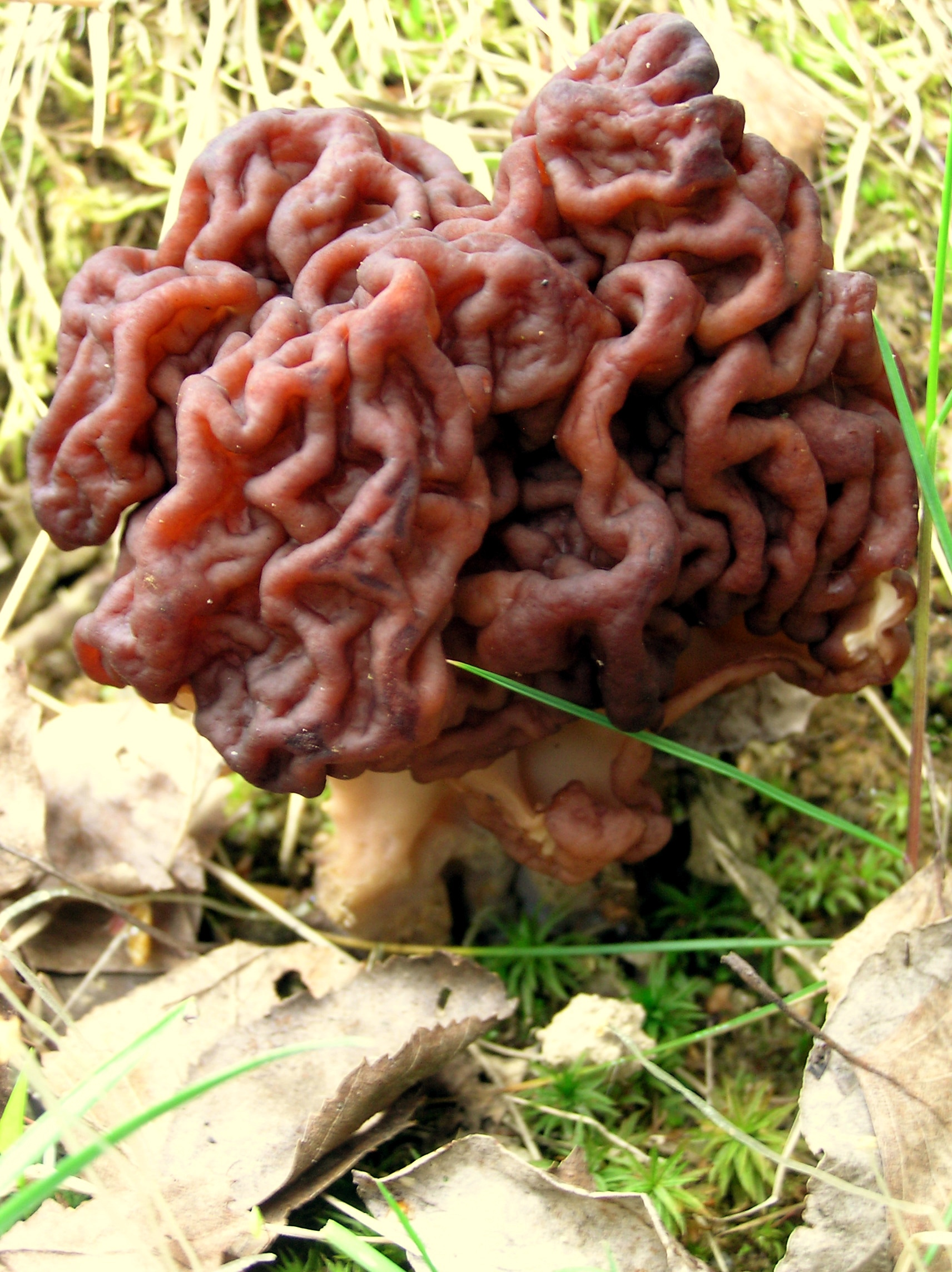
Idősebb papsapkagomba

Európában (főleg a kontinens középső részén, de a Brit-szigetektől Kelet-Európáig), Kisázsiában és Észak-Amerikában (délen egészen Mexikóig) honos. Magyarországon ritka.
Elsősorban a homokos talajú, mérsékelt övi fenyőerdőkben, kisebb mértékben lombos erdőkben fordul elő, fenyőfák vagy nyárfák alatt. Márciustól júniusig terem; néha közvetlenül a hóolvadás után. Mennyisége évente változhat. Gyakoribb ott, ahol a talajt megbolygatták, vagyis patakmedrek, vízmosások, tisztások, tarvágások környékén vagy utak mentén. Finnországban leírták, hogy a spórákkal megszórt újságpapírt ősszel elásták és a következő tavasszal már szedhették a gombákat.

## Toxikussága
A redős papsapkagomba mérgező, giromitrint tartalmaz. Méreganyagtartalma változó lehet: Skandináviában és Kelet-Európában jellemzően magasabb, mint Nyugat-Európában vagy Észak-Amerikában. Egy francia vizsgálat szerint a magasabb tengerszint fölötti magasságon szedett gombák toxintartalma kisebb, mint a síkságiaké. A gombamérgezés ritkán halálos is lehet, pl. 1971-ben Lengyelországban a halállal végződő gombamérgezések 23%-áért ez a faj volt a felelős. A halálos dózis kb. 10–30 mg/testtömegkg a gyerekek és 20–50 mg/kg a felnőttek esetében; ez 0,2-0,6 kg (illetve 0,4–1 kg) nyers gombának felel meg. Az egyedi érzékenységnek azonban igen nagy szerepe van, ugyanakkora mennyiség elfogyasztása után valaki tünetmentes, míg más súlyos mérgezést szenvedhet. A tapasztalatok szerint a gyerekek hajlamosabbak a mérgeződésre; ennek oka a kisebb testsúly, vagy az anyagcsere különbsége lehet. Forrázás vagy előfőzés jelentősen csökkenti a gomba méregtartalmát.
Egyes feltételezések szerint köze lehet az izomműködést gátló amiotrófiás laterálszklerózis (ALS) kialakulásához.

### A giromitrin

Giromitrin

A giromitrint (N-etilidén-N-metilformohidrazid) 1968-ban izolálták. Az anyag egy illékony és vízoldékony hidrazinvegyület ami a szervezetben monometil-hidrazinná (MMH) alakul át. A gomba kisebb mennyiségben más, nagyon hasonló anyagokat is tartalmaz, amelyek szintén monometil-hidrazinná bomlanak le.
A méreg a glutaminsav-dekarboxiláz enzim gátlásával csökkenti a fontos neurotranszmitter GABA termelését, ez okozza az idegrendszeri tüneteket. Az MMH koncentrációjának növekedése oxidatív stresszel és az oxigént nem szállító methemoglobin felszaporodásával jár. Ezenkívül gátolja a diamin-oxidázt (a hisztaminbontó enzimet), így megnő a hisztamin mennyisége aminek tünetei fejfájás, hányinger, hányás, hasi fájdalom.
Az MMH, a giromitrin és a nyers papsapkagomba egyaránt rákkeltőnek bizonyult a kísérleti egerekben. Emberek esetében ilyen kísérleteket még nem sikerült lefolytatni, elképzelhető, hogy növeli a tumorok kialakulásának kockázatát a gombát gyakran fogyasztó személyek körében, ami annál magasabb lehet, minél hosszabb ideig ették a papsapkagombát. Nem tudni, hogy a forrázás megbízhatóan eltávolítja-e a karcinogén vegyületeket.

### Tünetek

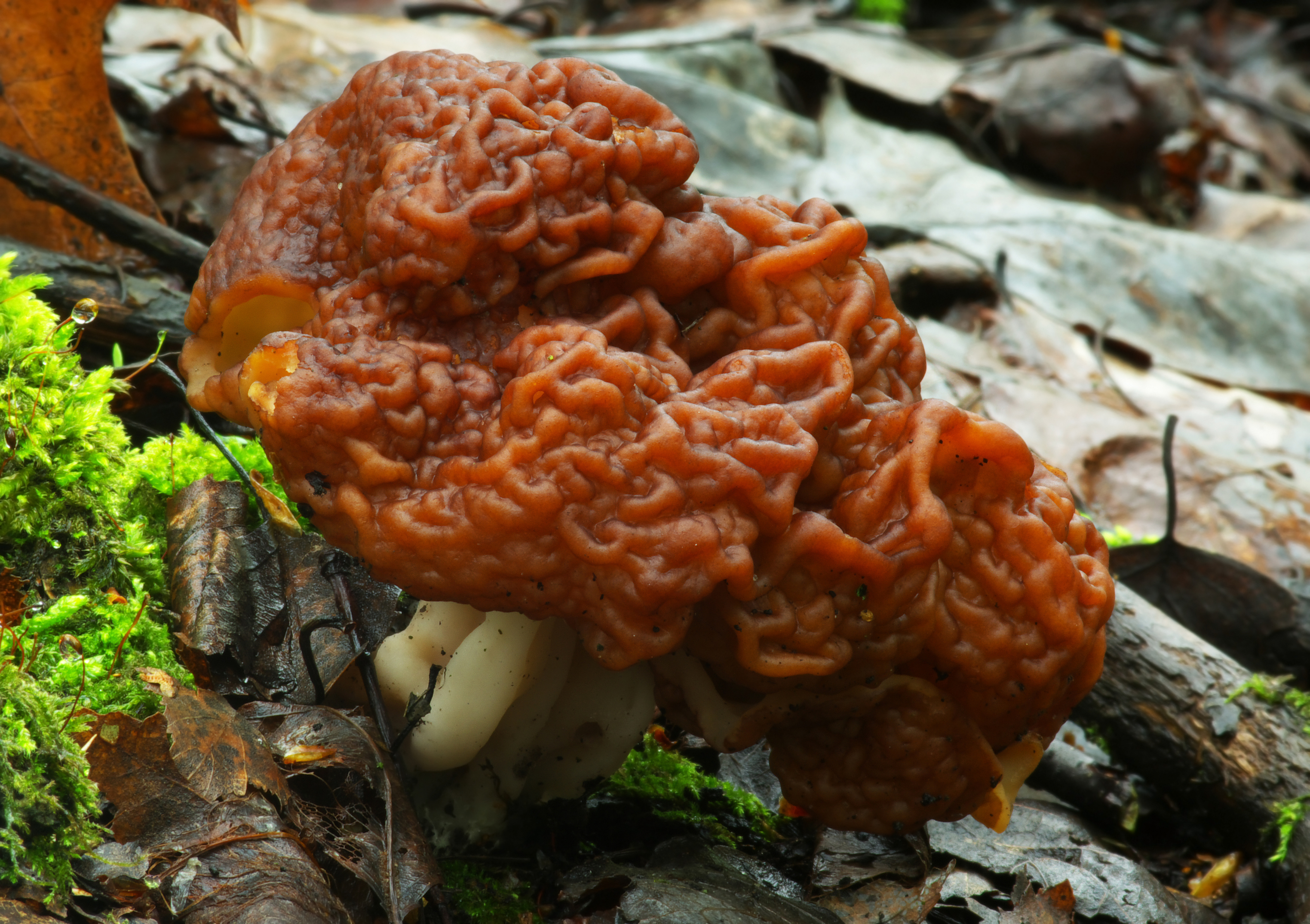
Redős papsapkagomba

A papsapkagomba-mérgezés emésztőrendszeri és idegrendszeri tünetekkel jár. A fogyasztás után mintegy 6-12 órával (súlyos mérgezés esetén akár már két órával) hirtelen hányinger, hányás és híg, vizes hasmenés (ami véres is lehet) lép fel. Súlyos hányás és hasmenés esetén fellép a kiszáradás veszélye. Az emésztőszervi tüneteket szédülés, gyengeség, izomrángások, szemrángások, fejfájás követheti. A tüneteket gyakran láz is kíséri, ami más gombamérgezésre nem jellemző. A legtöbb mérgezés ennél nem súlyosabb és a betegek 2-6 nap alatt rendbejönnek.
A súlyosabb esetekben a kezdeti tünetek után egy tünetmentes szakasz következik, majd vese- és májkárosodás, valamint idegrendszeri problémák lépnek fel, amik görcsös rohamokig vagy kómáig is súlyosbodhatnak. Ezek a mérgezés után 1-3 nappal figyelhetők meg. A májkárosodást sárgaság mutatja, a máj és a lép megnagyobbodik; néha a vércukorszint megnő, majd hirtelen leesik. Az erekben a vörösvértestek szétesnek és a szabad hemoglobin károsítja a veséket. Megnőhet a methemoglobin koncentrációja a vérben, amitől oxigénhiány lép fel, azaz a beteg nem kap levegőt és elkékül (cianózis). A legsúlyosabb esetekben a beteg delíriumba esik, izmai ránganak, pupillái kitágulnak, kómába esik, légzése és vérkeringése leáll. A halál a gombafogyasztás után 5-7 nappal következik be.

### Kezelése
A gombamérgezettek elsősorban tüneti kezelést kaphatnak. Röviddel a gomba fogyasztása után aktív szén adásával csökkenteni lehet a tüneteket, de a legtöbb esetben a betegek ekkor még nincsenek tudatában a mérgezésnek és nem keresnek orvosi segítséget; később pedig  a szén már kevésbé hatékony. A hányó és hasmenéses páciensek intravénásan rehidrálhatóak. Fontos a methemoglobinszint, az elektrolitok, a máj- és vesefunkciók monitorozása, a vizelet és a vér analízise. Vesekárosodás esetén dialízisre lehet szükség. A hemolízis során kieső vörös vértesteket vérátömlesztéssel lehet pótolni, a magas methemoglobinszint pedig intravénásan adott metilénkékkel kezelhető.
Piridoxin (B6-vitamin) adásával kivédhető a GABA-szintézis gátlása és enyhíthetők a neurológiai tünetek. A görcsös rohamok ellen benzodiazepinek adhatók, amik a GABA-receptorok modulációjával a B6-vitamin hatását is növelik.

## Fogyasztása

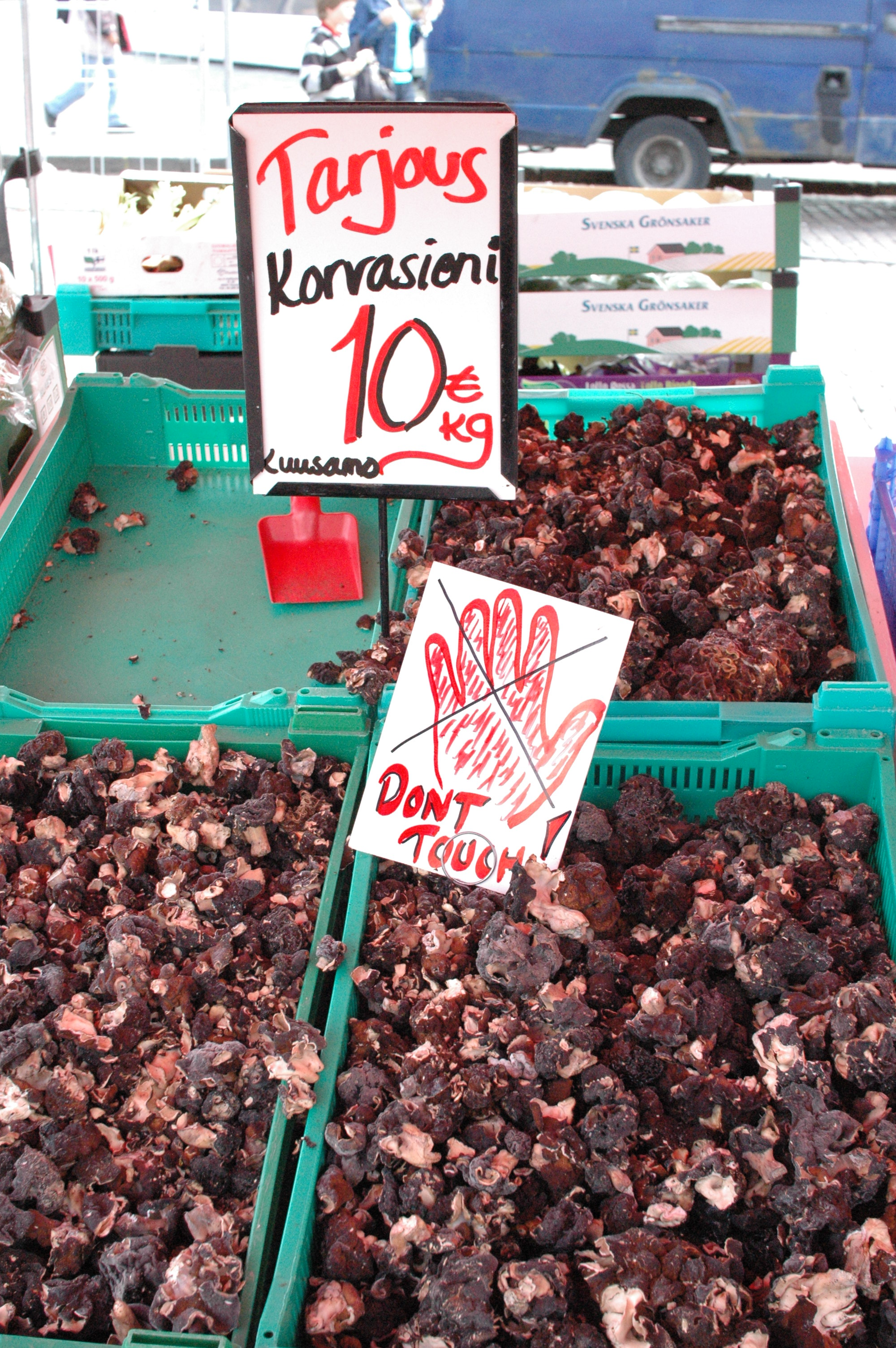
Papsapkagomba a helsinki piacon

Bár a papsapkagombáról régóta ismert, hogy mérgező, mégis több országban rendszeresen fogyasztják vagy fogyasztották. Németország régebben jelentős mennyiséget importált Lengyelországból; újabban azonban mind a német, mind a svájci hatóságok megtiltották a forgalmazását.  Svédországban a friss papsapkagombát csak éttermek vásárolhatják. Bulgáriában ízletes gombának tartják, rendszeresen szedik, piacokon árulják és exportálják is. Spanyolországban (főleg a Kelet-Pireneusokban) hagyományosan ínyencségnek számít és a helyi lakosok állítása szerint régóta gond nélkül fogyasztják; ennek ellenére árusítása tilos.  Észak-Amerikában a Nagy-tavak környékén és az USA egyes nyugati államaiban is rendszeresen eszik.
Finnországban a papsapkagomba forgalmazása engedélyezett, amennyiben figyelmeztetnek mérgező mivoltára és a vásárlót ellátják az elkészítéshez szükséges tudnivalókkal. .
Németországban történtek erőfeszítések a papsapkagomba alacsony giromitrin-tartalmú változatainak termesztésére.

### Elkészítése

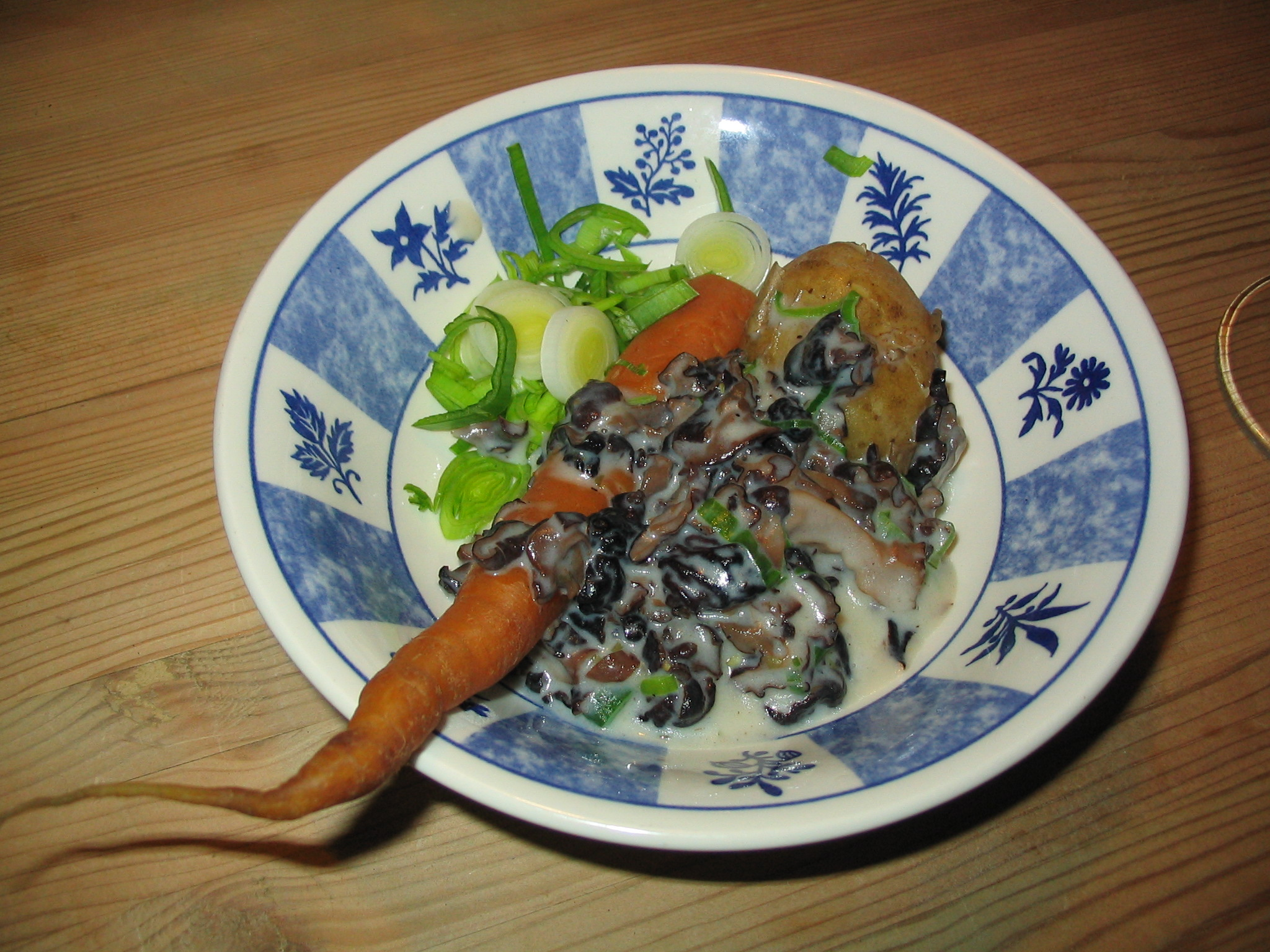
Papsapkagomba tejszínes mártásban

A papsapkagomba giromitrintartalma forrázással biztonságos szintre csökkenthető. Ehhez a gombát kis darabokra kell vágni és legalább kétszer le kell forrázni minimum háromszoros mennyiségű vízzel, öt percig. Forrázás után a vizet le kell önteni róla (a méreganyag kimosódik a vízbe), le kell öblíteni, és újból leforrázni. Minden forrázás kb. tizedére csökkenti a giromitrintartalmat.
Az giromitrin és bomlástermékei a leforrázott gombából kipárolognak, ezért javasolt jól szellőző helyiségben végezni az előkészítést. Kis mennyiségű giromitrin a forrázások után is megmarad a gombában, így nagyobb mennyiség fogyasztása még ekkor sem ajánlott.

## Osztályozása
A redős papsapkagombát először a dél-afrikai születésű Christian Hendrik Persoon írta le 1800-ban Helvella esculenta néven. Mai nevét 1849-ben nyerte el, amikor a svéd Elias Magnus Fries áthelyezte a Gyromitra nemzetségbe. A nemzetség neve a görög girosz/γυρος "kerek" és mitra/μιτρα "sapka" szavakból származik. Fajneve, a latin esculentus ehetőt jelent.

## Fordítás
- Ez a szócikk részben vagy egészben  a   Gyromitra esculenta című angol Wikipédia-szócikk ezen változatának fordításán alapul.  Az eredeti cikk szerkesztőit annak laptörténete sorolja fel. Ez a jelzés csupán a megfogalmazás eredetét és a szerzői jogokat jelzi, nem szolgál a cikkben szereplő információk forrásmegjelöléseként.